# Pleolophus sericans
Pleolophus sericans là một loài tò vò trong họ Ichneumonidae.